# 黃勝雄
黃勝雄（1939年3月23日—），是一位出身臺灣南投草屯的醫師與基督教傳道人。現為門諾會醫院暨相關事業機構總執行長。
1993年，在薄柔纜醫師號召下，他辭去在美國的醫學院教授職務，前往花蓮基督教門諾會醫院擔任院長，並將薪資中三分之二捐作公益慈善用途。他在該醫院工作22年後，於77歲退休，繼續從事於醫療、教學、慈善及宣道事業。

## 著作
- 回台灣買靈魂：門諾醫院．黃勝雄醫師回憶錄（2016年）
- 守護銀髮族（2004年）
- 年歲的冠冕（2004年）
- 路上的光（2001年）
- 天使的眼睛－台灣第一本基督徒醫療倫理的告白（2000年）